# Luciano Augusto Teoton Almeida
Luciano Augusto Teoton Almeida (Brasilia, 6 dicembre 1959) è un ex arbitro di calcio brasiliano, internazionale dal 1998 al 2004.

## Carriera
Attivo a livello statale dal 1993, dallo stesso anno ha diretto in Série A. È stato affiliato sia alla CBF che alla Federazione Brasiliense.  Ha arbitrato la finale del Campeonato Brasileiro Série A 1998, totalizzando 202 presenze nella massima serie nazionale. Tra i suoi risultati più rilevanti negli incontri internazionali si annoverano la presenza in cinque edizioni della Copa Libertadores e la direzione della finale di Coppa Mercosur 1999. Ha partecipato alle qualificazioni al campionato mondiale di calcio 2002 per la CONMEBOL, arbitrando una partita. Tra le presenze nelle competizioni per squadre nazionali vi sono quella al torneo pre-olimpico sudamericano del 2000 Campionato sudamericano di calcio Under-17 1999.